# Emil Brunner
Emil Brunner (ur. 23 grudnia 1889 w Winterthur, zm. 6 kwietnia 1966 w Zurychu) – szwajcarski duchowny i teolog reformowany. 
Emil Brunner studiował teologię w Zurychu, Berlinie i Nowym Jorku. W latach 1916–1924 był proboszczem w Obstalden. W 1922 roku został Privatdozentem, a w latach 1924–1953 był profesorem teologii systematycznej i praktycznej w Zurychu, a także profesorem wizytującym w Princeton i Tokio. Wraz z Karlem Barthem, Rudolfem Bultmannem i Friedrichem Gogartenem był jednym z twórców teologii dialektycznej, formując w jej ramach kierunek personalistyczny. Czynnie uczestniczył w ruchu ekumenicznym.

## Dzieła (wybór)
- Das Gebot und die Ordnungen: Entwurf einer protestantisch-theologischen Ethik, 1932
- Unser Glaube: eine christliche Unterweisung, 1935 (przekł. pol. Nasza wiara, 1963)
- Der Mensch im Widerspruch. Die christliche Lehre vom wahren und wirklichen Menschen, 1937
- Dogmatik, 1–3, 1960